# 寶塚大劇場
寶塚大劇場，位於日本兵庫縣寶塚市，是由寶塚歌劇團直營的舞台劇劇場。

## 簡介
寶塚歌劇團的根據地為兵庫縣寶塚市的寶塚大劇場，於1927年正式開幕，其劇場歷經過大火、二次世界大戰關閉（1944年）。後因重建關係於1992年拆卸，現在的寶塚大劇場是在1993年1月1日落成。另外，寶塚歌劇團在東京都千代田區成立東京寶塚劇場，開場於1934年，並於1997年改建。

## 寶塚歌劇的殿堂
2014年4月，慶祝寶塚歌劇團成立100週年，在寶塚大劇場2樓與3樓開設了「寶塚歌劇的殿堂」。二樓將過去幕前幕後挑選100人，陳列其紀念品或照片等，每個人有一櫃簡介。第一人是創辦人小林一三。三樓則是定期企畫展，比如展出過春日野八千代展、大浦みずき展、海外公演展、凡爾賽玫瑰等主題。

## 設施
寶塚歌劇團有很多衍生性商品，在寶塚大劇場內有名為"四個夢"(Quatre Reves)的賣場，裡面有販售明星周邊商品（照片、或她們設計的產品），DVD或CD等。另外，在東京寶塚劇場、阪急大阪梅田站等地也有賣場可購買。
另外，寶塚大劇場內有寶塚沙龍(Salon de Takarazuka)，可化妝成角色人物，但須事前預約、僅限女性可進入。

## 外部連結

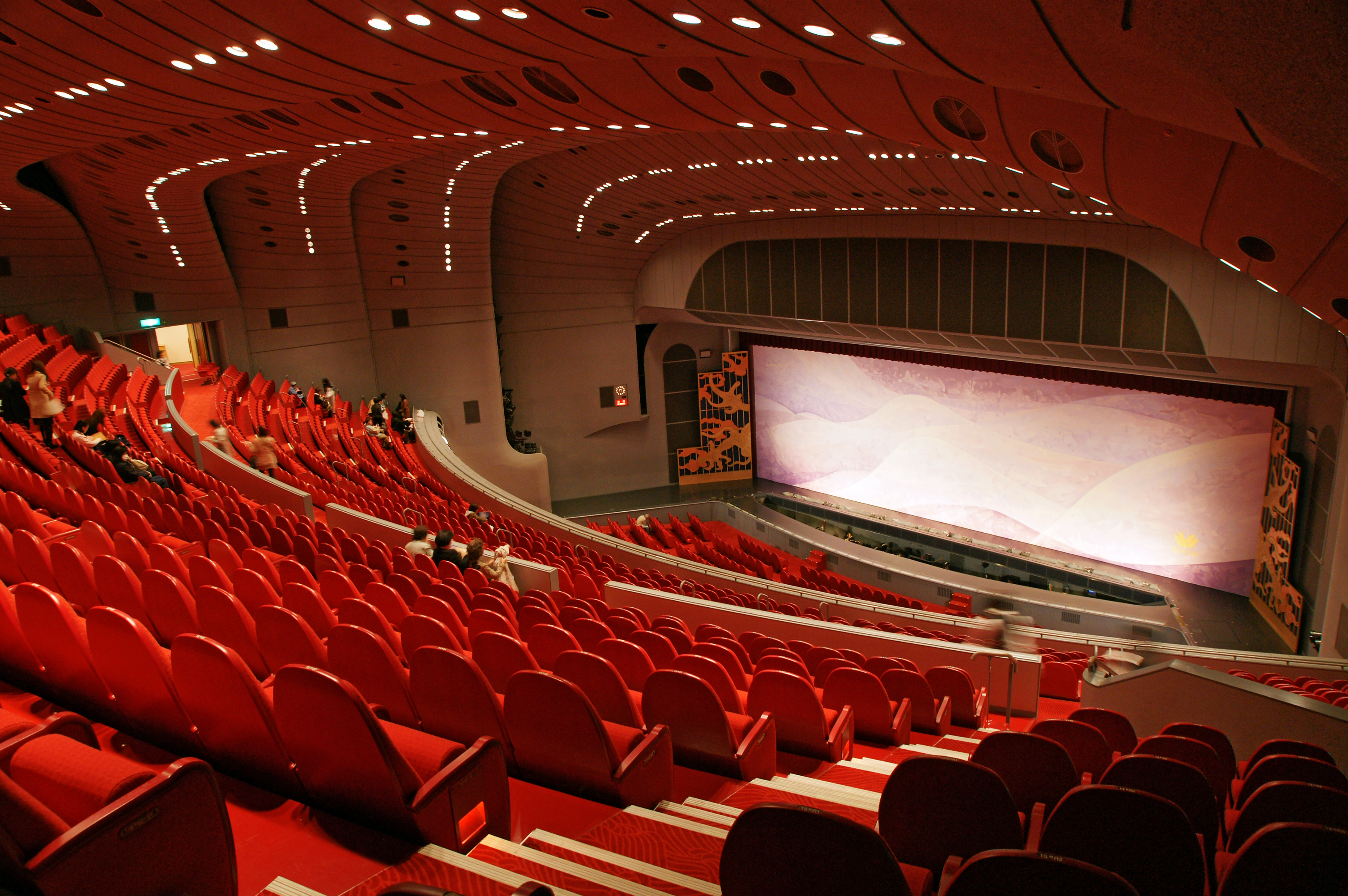
内部